# 第326歩兵師団 (ベトナム陸軍)
第326歩兵師団（Sư đoàn 326 bộ binh）は、ベトナム人民軍（陸軍）の師団の1つ。

## 歴史
- 1978年12月初め - 第3軍区の生産師団を改編して編成
- 1978年12月25日 - ソンラ省に移動し、第2軍区の指揮下に入る。
- 1979年2月 - 中越戦争時、北上してフォントー県、平盧地区の防衛を第316師団と交代した。
- 1979年3月 - 新兵3千人と装備を補充し、重装歩兵師団となった。戦後、雲南省金平県方面に配備され、封土方面の独立作戦任務を担当した。第541連隊と第741連隊が師団に編入され、第200砲兵連隊が新設された。
- 1980年代後半 - 編成が簡素化され、部署が調整された。
- 1988年2月 - 第741連隊を除き、師団は平盧地区に撤収し、防衛任務はライチャウ省軍事指揮部に移管された。

## 編制
- 第19歩兵連隊　（Trung đoàn 19 bộ binh）
- 第46歩兵連隊　（Trung đoàn 46 bộ binh）
- 第541歩兵連隊　（Trung đoàn 541 bộ binh）
- 第200砲兵連隊　（Trung đoàn 200 pháo binh）